# Vela nos Jogos Olímpicos de Verão de 2024 - Formula Kite feminino
A classe Formula Kite feminino da vela nos Jogos Olímpicos de Verão de 2024 foi disputada entre 4 e 8 de agosto na Marina de Marselha. Foi a primeira aparição do evento de kitesurf em Jogos Olímpicos.
Um total de 20 velejadoras, cada uma representando um Comitê Olímpico Nacional (CON), participaram do evento.

## Formato
O evento estava programado para começar com até 16 regatas preliminares na série de abertura ao longo de quatro dias. As 10 melhores competidoras avançaram para a série de medalhas. As duas melhores competidoras da série de abertura avançaram diretamente para a final, enquanto as posicionadas entre o terceiro e o décimo lugar avançaram para as semifinais.
As oito competidoras nas semifinais foram divididas em dois grupos de quatro velejadoras com o objetivo de alcançar três vitórias nas corridas. As melhores velejadoras em cada grupo começaram as semifinais com duas vitórias creditadas, enquanto as velejadoras em segundo lugar começaram com uma vitória. A vencedora de cada semifinal avançou para a final. Na final, o objetivo também era alcançar três vitórias de corrida. A velejadora com melhor classificação da série de abertura começou a final com duas vitórias, enquanto a velejadora em segundo lugar começou com uma vitória creditada.

## Calendário
| Data →       | Domingo 4 ago | Segunda 5 ago | Terça 6 ago | Quarta 7 ago | Quinta 8 ago     |
| ------------ | ------------- | ------------- | ----------- | ------------ | ---------------- |
| Formula Kite | Regatas 1 a 4 | Regata 5      | Regata 6    | Cancelado    | Semifinais Final |

## Medalhistas
| Ouro   | GBR Ellie Aldridge    |
| Prata  | FRA Lauriane Nolot    |
| Bronze | NED Annelous Lammerts |

## Resultados

### Série de abertura
Estavam previstas 16 regatas na série de abertura, mas apenas seis foram realizados devido às condições dos ventos. As 10 primeiras avançaram para a série de medalhas (primeira e segunda colocadas diretamente à final e as restantes às semifinais).
| Pos. | Velejadora            | CON                | Regata | Regata | Regata | Regata   | Regata | Regata | Pontos | Pontos | Notas |
| Pos. | Velejadora            | CON                | 1      | 2      | 3      | 4        | 5      | 6      | Tot.   | Net    | Notas |
| ---- | --------------------- | ------------------ | ------ | ------ | ------ | -------- | ------ | ------ | ------ | ------ | ----- |
| 1    | Lauriane Nolot        | FRA França         | 2      | 1      | 12     | 2        | 6      | 1      | 24     | 12     | F     |
| 2    | Ellie Aldridge        | GBR Grã-Bretanha   | 1      | 2      | 2      | 3        | 4      | 21 DNS | 33     | 12     | F     |
| 3    | Daniela Moroz         | USA Estados Unidos | 7      | 3      | 4      | 1        | 2      | 7      | 24     | 17     | SB    |
| 4    | Annelous Lammerts     | NED Países Baixos  | 14     | 4      | 5      | 5        | 7      | 2      | 37     | 23     | SA    |
| 5    | Leonie Meyer          | GER Alemanha       | 4      | 7      | 8      | 4        | 3      | 6      | 32     | 24     | SB    |
| 6    | Elena Lengwiler       | SUI Suíça          | 3      | 6      | 1      | 15.5 RDG | 1      | 21 DNS | 47.5   | 26.5   | SA    |
| 7    | Breiana Whitehead     | AUS Austrália      | 12     | 5      | 7      | 6        | 9      | 8      | 47     | 35     | SB    |
| 8    | Maggie Pescetto       | ITA Itália         | 5      | 21 DSQ | 3      | 10       | 14     | 4      | 57     | 36     | SA    |
| 9    | Julia Damasiewicz     | POL Polônia        | 6      | 8      | 11     | 7        | 11     | 21 DNS | 64     | 43     | SB    |
| 10   | Gal Zukerman          | ISR Israel         | 10     | 9      | 10     | 11       | 5      | 11     | 56     | 45     | SA    |
| 11   | Alina Kornelli        | AUT Áustria        | 16     | 12     | 13     | 9        | 8      | 5      | 63     | 47     |       |
| 12   | Gisela Pulido         | ESP Espanha        | 11     | 11     | 6      | 12       | 10     | 10     | 60     | 48     |       |
| 13   | Catalina Turienzo     | ARG Argentina      | 13     | 13     | 19     | 14       | 13     | 3      | 75     | 56     |       |
| 14   | Mafalda Pires de Lima | POR Portugal       | 8      | 15     | 14     | 13       | 15     | 9      | 74     | 59     |       |
| 15   | Chen Jingyue          | CHN China          | 20     | 14     | 9      | 8        | 16     | 21 DNS | 88     | 67     |       |
| 16   | Derin Atakan          | TUR Turquia        | 15     | 16     | 15     | 15       | 12     | 21 DNS | 94     | 73     |       |
| 17   | Justina Kitchen       | NZL Nova Zelândia  | 9      | 10     | 21 DNF | 16       | 18     | 21 DNS | 95     | 74     |       |
| 18   | Emily Bugeja          | CAN Canadá         | 19     | 19     | 18     | 17       | 17     | 12     | 102    | 83     |       |
| 19   | Benyapa Jantawan      | THA Tailândia      | 17     | 18     | 16     | 18       | 21 DNC | 21 DNS | 111    | 90     |       |
| 20   | Julie Paturau         | MRI Maurício       | 18     | 17     | 17     | 21 RET   | 21 DNC | 21 DNS | 115    | 94     |       |

### Série de medalhas
Estes foram os resultados da série de medalhas:

#### Semifinais
Semifinal A
| Pos. | Velejadora        | CON                | Vit. ganhas | Regatas | Regatas | Regatas | Regatas | Regatas | Regatas | Vit. total | Notas |
| Pos. | Velejadora        | CON                | Vit. ganhas | 1       | 2       | 3       | 4       | 5       | 6       | Vit. total | Notas |
| ---- | ----------------- | ------------------ | ----------- | ------- | ------- | ------- | ------- | ------- | ------- | ---------- | ----- |
| 1    | Daniela Moroz     | USA Estados Unidos | 2           | 1       | —       | —       | —       | —       | —       | 3          | F     |
| 2    | Elena Lengwiler   | SUI Suíça          | 1           | 2 SCP   | —       | —       | —       | —       | —       | 1          |       |
| 3    | Gal Zukerman      | ISR Israel         | 0           | 3       | —       | —       | —       | —       | —       | 0          |       |
| 4    | Breiana Whitehead | AUS Austrália      | 0           | 4 SCP   | —       | —       | —       | —       | —       | 0          |       |

Semifinal B
| Pos. | Velejadora        | CON               | Vit. ganhas | Regatas | Regatas | Regatas | Regatas | Regatas | Regatas | Vit. total | Notas |
| Pos. | Velejadora        | CON               | Vit. ganhas | 1       | 2       | 3       | 4       | 5       | 6       | Vit. total | Notas |
| ---- | ----------------- | ----------------- | ----------- | ------- | ------- | ------- | ------- | ------- | ------- | ---------- | ----- |
| 1    | Annelous Lammerts | NED Países Baixos | 2           | 1       | —       | —       | —       | —       | —       | 3          | F     |
| 2    | Leonie Meyer      | GER Alemanha      | 1           | 2       | —       | —       | —       | —       | —       | 1          |       |
| 3    | Julia Damasiewicz | POL Polônia       | 0           | 3       | —       | —       | —       | —       | —       | 0          |       |
| 4    | Maggie Pescetto   | ITA Itália        | 0           | 4       | —       | —       | —       | —       | —       | 0          |       |

#### Final
| Pos.              | Velejadora        | CON                | Vit. ganhas | Regatas | Regatas | Regatas | Regatas | Regatas | Regatas | Vit. total |
| Pos.              | Velejadora        | CON                | Vit. ganhas | 1       | 2       | 3       | 4       | 5       | 6       | Vit. total |
| ----------------- | ----------------- | ------------------ | ----------- | ------- | ------- | ------- | ------- | ------- | ------- | ---------- |
| Medalha de ouro   | Ellie Aldridge    | GBR Grã-Bretanha   | 1           | 1       | 1       | —       | —       | —       | —       | 3          |
| Medalha de prata  | Lauriane Nolot    | FRA França         | 2           | 2       | 3       | —       | —       | —       | —       | 2          |
| Medalha de bronze | Annelous Lammerts | NED Países Baixos  | 0           | 4       | 2       | —       | —       | —       | —       | 0          |
| 4                 | Daniela Moroz     | USA Estados Unidos | 0           | 3       | 4 SCP   | —       | —       | —       | —       | 0          |

Legenda
| - DSQ = Desclassificação; - DNF = Não cruzou a linha de chegada; - DNC = Não compareceu na área de largada; - DNS = Não largou; | - RET = Retirou-se da regata; - RDG = Reparação concedida. - SCP = Penalidade de pontuação. |